# Hans-Heinz Hatkämper
Hans-Heinz Hatkämper (* 13. Juni 1936; † 23. Januar 2005) war ein deutscher Hörfunkjournalist und -moderator.

## Werdegang
Hatkämper war ab den 1970er Jahren Moderator im Hörfunkprogramm Bayern 3 des Bayerischen Rundfunks. Er begann bei der nachmittags ausgestrahlten Magazinsendung Gute Fahrt. Ab Herbst 1980 war er einer der drei Moderatoren der Vormittagssendung B3-Anzeiger, die später in B3-Kurier umbenannt wurde. Im Zuge einer Neukonzeption der Welle schied er 1992 aus dem Moderatorenteam von Bayern 3 aus.